# Tambour à boules fouettantes
Le tambour à boules fouettantes est un tambour constitué de deux membranes et de plusieurs boules frappant alternativement, lorsqu'il est secoué, chacune des membranes, le plus souvent faites en peau. Il se caractérise le plus souvent par un son net et vif. Il introduit une rythmicité dans un rituel, un peu comme le ferait un métronome.
Il est symboliquement utilisé par Shiva dans la danse du Tandava lorsque le Dieu destructeur et régénérateur de l'univers rythme ses pas afin de détruire et recréer le monde. 

## Dénomination

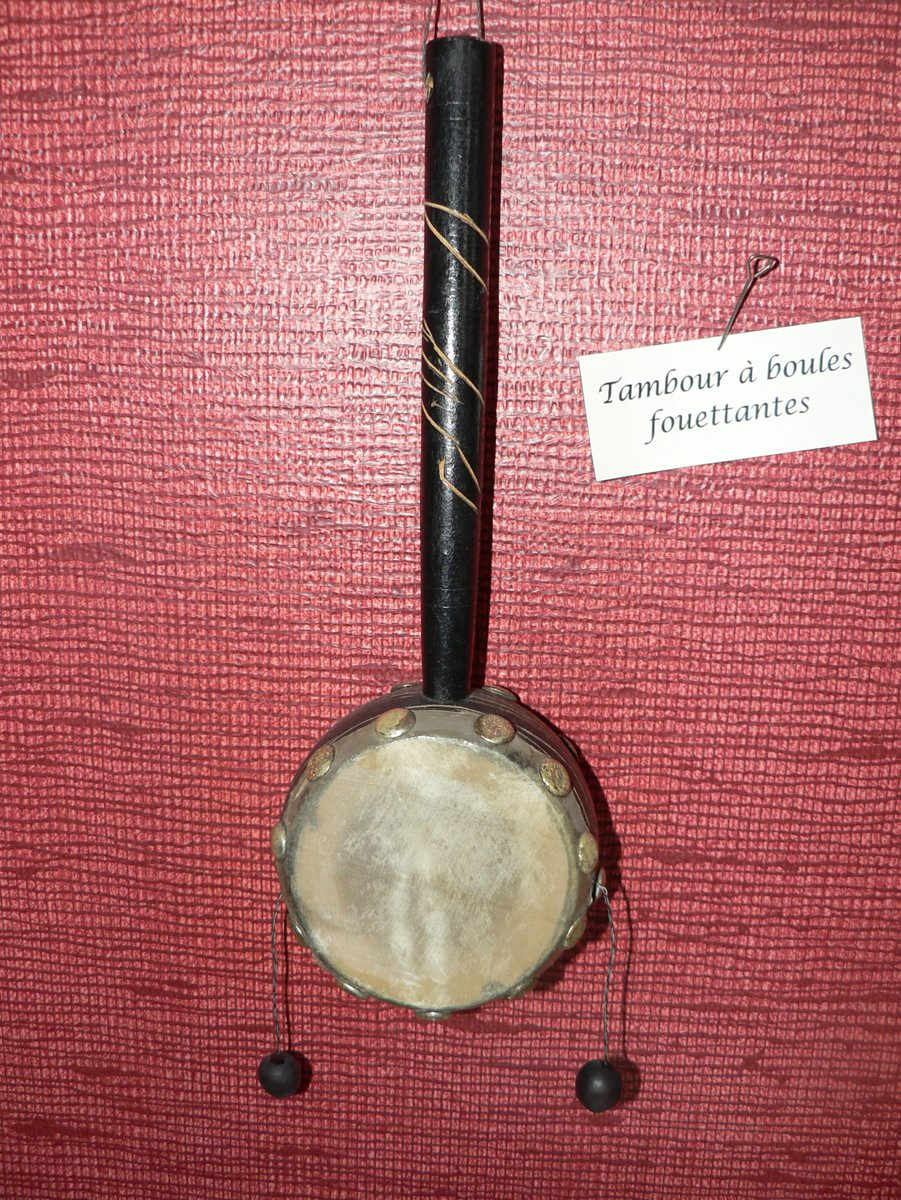
Tambour à boules fouettantes

Cet instrument porte différents noms selon la région dans laquelle il est utilisé.
- Le Damaru au Népal[2]
- Le Sati à la Réunion.[réf. nécessaire]
- Le den-den daiko (でんでん太鼓 en japonais) au Japon.